# Hank Kashiwa
Henry Charles "Hank" Kashiwa (* 26. Mai 1949 in Old Forge, New York) ist ein ehemaliger US-amerikanischer Skirennläufer.
Zu Beginn seiner Karriere trat Kashiwa für das Skiteam der University of Colorado an. Später wechselte er für zwei Jahre zum Team der Armee. Zwischen 1967 und 1972 trat er für die US-amerikanische Nationalmannschaft an und nahm dabei von 1968 bis 1971 am alpinen Skiweltcup teil. Während dieser Zeit erreichte Kashiwa sechs Mal die Top 10 und trat 1972 in Sapporo bei den Olympischen Winterspielen an. Anschließend wechselte er zur U.S. Pro-Ski Tour.
Nachdem er seine aktive Karriere beendet hatte, wurde Kashiwa Kommentator für Skiübertragungen im Fernsehen. Später wurde er Präsident von Volant, einem Skihersteller aus Colorado. Diese Position gab er auf um Vizepräsident des Yellowstone Clubs, einem privaten Skigebiet mit Golfclub nahe Big Sky, Montana, zu werden.
2023 wurde Kashiwa mit der Aufnahme in die U.S. Ski and Snowboard Hall of Fame geehrt.